# Рухская крепость
Рухская крепость (мегр. რუხიშ ჯიხა — рухиш джиха, груз. რუხის ციხე — рухис цихе) — руинированная крепость в селе Рухи в 7 километрах от центра Зугдиди, на берегу реки Ингури. Крепость являлась владением мегрельских князей из рода Дадиани. По некоторым предположениям является частью Келасурской стены.
Рухская крепость появилась довольно поздно. Принято считать, что в 1647 году её построил мегрельский князь Леван II Дадиани. Уже в 1661 году её захватывал картлийский царь Вахтанг V во время войны с Мегрелией.
В 1671 году мимо проехал французский путешественник Жан Шарден. Он написал, что в Мегрелии имеется 9 или 10 замков, из которых главный — Рухи (Rucs). Шарден писал, что крепость обнесена каменой стеной, но слабой и тонкой, так что её сможет пробить любая пушка. Вместе с тем в крепости было несколько пушек, чего больше нигде в Мегрелии не было.
Итальянец Арканджео Ламберти чуть ранее описывал Рухи как город, но Шарден города не упоминает.
В 1703 году турки решили, что пора наводить свои порядки на Черноморском побережье, заняли Батуми и Поти, дошли до Рухи и разрушили крепость. Есть мнение, что они оставили там гарнизон, и потом мегрелы изредка её отбивали, и так тянулось до 1770 года, когда российская армия совершила поход на город Поти. Вроде бы турки в этот момент ушли из Рухи.
В 1778 году (по другим данным в 1780) около крепости произошло сражение между имеретинско-мегрельской армией и абхазской армией.
В 1795 году около крепости произошло турецко-грузинское сражение с участием имеретинского царя Соломона I.Рухское сражение